# Il segreto del diavolo
Il segreto del diavolo (アクマのひみつ?, Akuma no himitsu) è un manga yaoi di Hinako Takanaga. È stato pubblicato in un volume nel 2007 dalla casa editrice Libre Shuppan. In Italia è stato pubblicato il 30 aprile 2014 da Magic Press Edizioni sotto l'etichetta 801.

## Trama
Padre Mauro, un sacerdote cattolico, si occupa d'una piccola parrocchia di provincia; un giorno prende con sé un bel giovane che sembra ferito, Raoul, ma scopre subito dopo che questi non è altro che un demone-incubo. Padre Mauro esita e cerca d'ignorare e reprimere quanto più gli è possibile i sentimenti che presto gli si affacciano alla coscienza nei confronti di Raoul. 
Il ragazzo sembra gravemente malato: difatti non potendo avere rapporti sessuali, unica forma di cibo che permette alla sua razza di sopravvivere, sta molto semplicemente morendo di fame. Poco dopo Baldur, fratello maggiore di Raoul, giunge sulla Terra con l'intenzione di riportare il ragazzo nel mondo dei demoni. 
Baldur si trova a disapprovare aspramente Raoul per il rapporto che sembra aver instaurato con Mauro e spinge il fratellino ad utilizzare i suoi poteri magici per rendere il prete cristiano suo schiavo sessuale, senza farsi tante remore sentimentali di sorta. Egli poi si trova a nutrire un profondo astio nei confronti del prete, in quanto avendo negato a Raoul il vivificante rapporto sessuale che gli avrebbe permesso di riacquistar presto le forze, l'ha invece così costretto in fin di vita. 
Padre Mauro nel frattempo continua ad avere seri dubbi riguardo alla validità di ciò che sente verso il ragazzo; questo soprattutto dopo aver appreso che i demoni-incubo succhiano la potenza e la forza vitale del partner attraverso il sesso. Si decide così di respingerlo, e a seguito di ciò Raoul cade in una grave forma di depressione.
Baldur ha la ferma intenzione di portar Raoul via con sé, ma all'ultimo momento, Mauro lo ferma: Raoul rimane con Padre Mauro e Baldur se ne ritorna al regno demoniaco andando in cerca di un buon consiglio su cosa sia meglio fare, prima dal padre e poi dal proprio vecchio amante. 
Passa qualche tempo e l'epilogo mostra Raoul e Mauro felicemente insieme, finalmente entrati in una relazione vera: il ragazzo attraverso i sempre più soddisfacenti ed appaganti rapporti sessuali con l'amato sacerdote è riuscito a diventare un vero demone, con grandi corna ed una lunga coda.